# Ferdynand Tkaczow

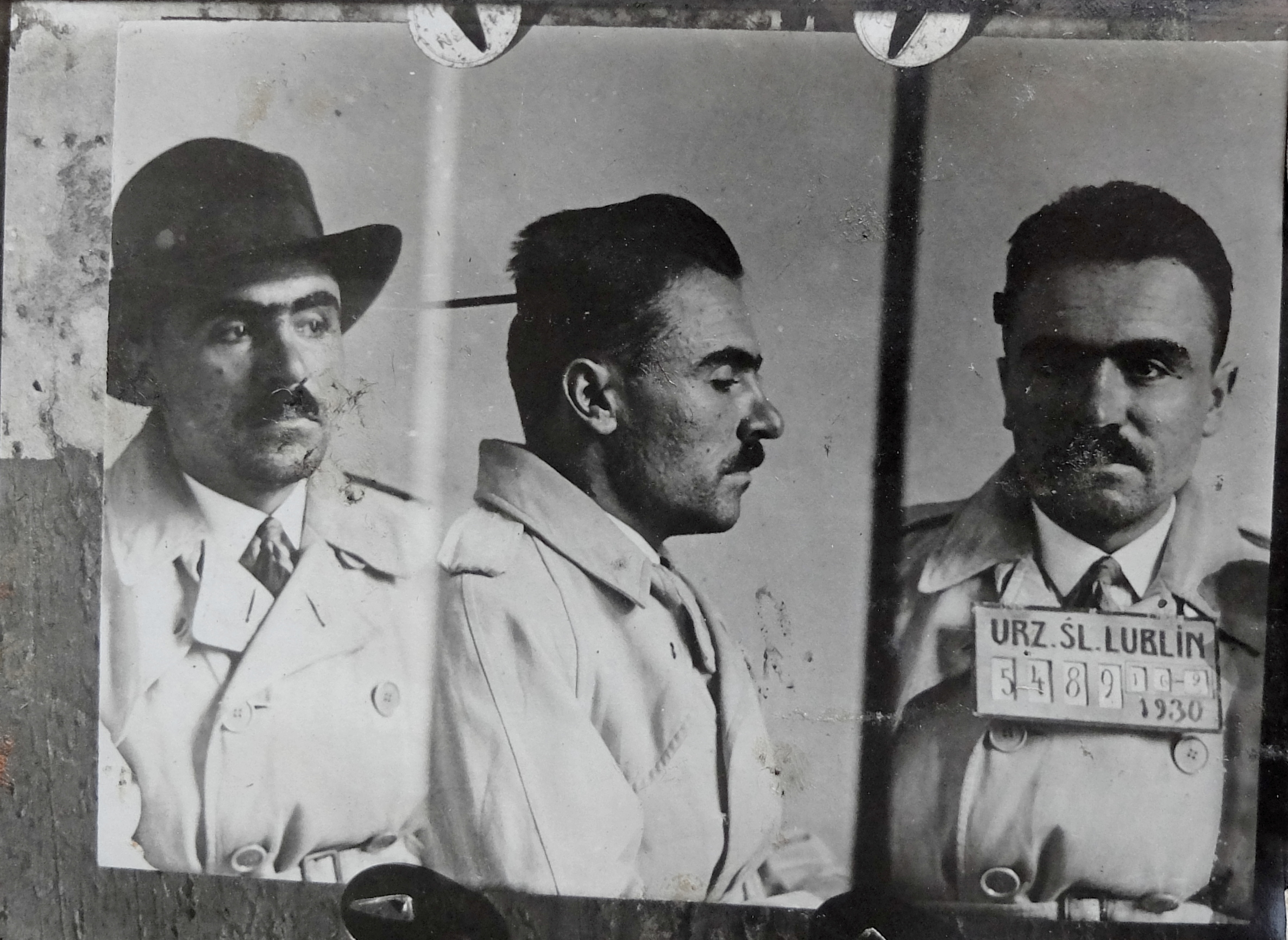
Ferdynand Tkaczow po aresztowaniu przez Policję Państwową za działalność komunistyczną 1930

Ferdynand Tkaczow, pierwotnie Tkaczów, ps. Bogumił (ur. 6 lipca 1902 w Boguchwale, zm. 1936 w ZSRR) – działacz polskiego ruchu ludowego, jeden z liderów Zjednoczenia Lewicy Chłopskiej Samopomoc, poseł na Sejm III kadencji w II RP.
Syn Romana (1864–1942), dworskiego chmielarza w boguchwalskim majątku) i Józefy. Jego braćmi byli Jan (1893–1938), Józef (1900–1972) i Stanisław (1913–1969) – także działacze polityczni. Pierwotnie nazwisko rodziny brzmiało Tkaczów. W okresie międzywojennym rodzinny dom Tkaczowów był miejscem tajnych zebrań i spotkań rzeszowskich komunistów.
W 1918 uczestniczył w walkach o Lwów. Brał też udział w wojnie polsko-bolszewickiej w 1920. Działalność polityczną rozpoczął od wstąpienia do PSL „Wyzwolenie”. W 1927 został sekretarzem zarządu komitetu powiatowego Lewica Chłopska w Rzeszowie, ugrupowania w styczniu 1928 przekształconego w Zjednoczenie Lewicy Chłopskiej „Samopomoc”. Pod koniec 1928 został mianowany sekretarzem Zarządu Głównego „Samopomocy Chłopskiej”.
W 1930 został posłem na Sejm RP, zasiadał w Komunistycznej Frakcji Poselskiej. Po zgłoszeniu wniosku o pozbawienie go nietykalności poselskiej zrzekł się mandatu i nielegalnie opuścił Polskę. Od 1931 na emigracji. W 1934 działał w Przedstawicielstwie Komunistycznej Partii Polski przy Komitecie Wykonawczym Kominternu. W okresie „wielkiej czystki” w 1936 aresztowany przez NKWD i stracony. Zrehabilitowany w 1956.